# 종 기재
종 기재(species description) 또는 기재(記載, description)란 새로이 발견된 생물종에 이름과 학명을 붙이는 행위, 특히 논문상에서 이루어지는 그 행위를 뜻한다.

## 기재의 속도
RetroSOS 보고서에 따르면 2000년 이후로 다음과 같이 종의 수가 기술되고 있다.
| 연도 | 전체 종 기재 수 | 새로운 종 기재 수 |
| ---- | --------------- | ----------------- |
| 2000 | 17,045          | 8,241             |
| 2001 | 17,003          | 7,775             |
| 2002 | 16,990          | 8,723             |
| 2003 | 17,357          | 8,844             |
| 2004 | 17,381          | 9,127             |
| 2005 | 16,424          | 8,485             |
| 2006 | 17,659          | 8,994             |
| 2007 | 18,689          | 9,651             |
| 2008 | 18,225          | 8,794             |
| 2009 | 19,232          | 9,738             |

## 같이 보기
- 학명
- 모식
- 분류:21세기 기재된 종